# Вандал, Дэн
Дэниел Вандал (англ. Daniel Vandal; род. 18 апреля 1960, Виннипег) — канадский политик, член Либеральной партии, министр по делам северных территорий (2019—2024).

## Биография
В 1995 году Вандал был впервые избран в городской совет родного Виннипега и сохранял за собой этот мандат до 2004 года, когда решил бороться за пост мэра города. Проиграл выборы Сэму Кацу, в 2006 году после очередных выборов вернулся в совет и работал там до 2014 года. После отставки занялся политикой на федеральном уровне в рядах Либеральной партии.
19 октября 2015 года прошёл в Палату общин Канады, одержав в избирательном округе Сент-Бонифас — Сент-Вайтэл убедительную победу с результатом 58,4 % над консерватором Франсуа Кательером (François Catellier), который набрал лишь 28,7 % голосов.
21 октября 2019 года переизбран в прежнем округе.
20 ноября 2019 года назначен министром северных регионов в сформированном по итогам выборов новом составе Кабинета Джастина Трюдо.
20 сентября 2021 года досрочные парламентские выборы принесли Вандалу новый, но менее впечатляющий успех: он заручился поддержкой 43 % избирателей, а его основной соперник, кандидат Консервативной партии Шола Агбоола (Shola Agboola) — лишь 28,6 %. При посещении провинции Манитоба в ходе предвыборной кампании премьер-министр Трюдо выступал перед избирателями, стоя в окружении местных лидеров коренного населения, и на этом митинге также выступал Вандал, этнический метис.
26 октября 2021 года был приведён к присяге новый состав правительства Трюдо, в котором Вандал дополнительно к имеющемуся министерскому портфелю получил должности ответственного министра экономического развития канадских прерий и Агентства экономического развития северных регионов.
20 декабря 2024 года премьер-министр Трюдо произвёл несколько кадровых перестановок в правительстве, в числе прочих мер исключив из его состава Вандала.

## Кампания мэра
Глен Мюррей объявил о своей отставке с поста мэра Виннипега 11 мая 2004 года, уйдя в отставку в середине срока, чтобы баллотироваться на место в Палате общин Канады. Вандал работал в качестве исполняющего обязанности мэра до 14 мая, когда он подал в отставку со своего места Св. Бонифация, чтобы официально добиваться избрания в качестве преемника Мюррея. Он назначил Джэ Иди на должность заместителя мэра перед уходом в отставку, что означало, что Иди исполнял обязанности мэра во время кампании.
Вандал указал на свои достижения в администрации Глена Мюррея, указав при этом, что он будет управлять городом в другом стиле. Он пообещал 4,4 миллиона долларов в год на новые расходы, налоговую скидку на жилье в центре города и налоговую скидку на реинвестирование производительности, удвоение финансирования искусства города и создание нового муниципального праздника, посвященного наследию города. Запуск его кампании был представлен Тиной Кипер, среди его сторонников были Джон Ангус, Дженни Гербаси, Лилиан Томас и Мэри Ричард, а также Виннипегский совет труда и местные активисты по борьбе с бедностью. Несмотря на сильное начало, его кампания пострадала из-за позднего вступления Мэри-Энн Михичук, чья кандидатура разделила голоса левоцентристов. Некоторые утверждали, что Вандалу также было трудно представить себя сильным лидером. В конечном итоге он занял второе место после Сэма Каца.
Вскоре после выборов Вандал был нанят провинцией для управления соглашением о городском развитии на 75 миллионов долларов для центральной части Виннипега. Позже он стал сотрудником проекта с комитетом по делам аборигенов провинциального кабинета.

## Федеральная политика
Вандал заявил, что не будет баллотироваться на переизбрание в 2014 году и вместо этого будет баллотироваться в качестве кандидата от федеральных либералов в Сен-Бонифаций-Сент-Виталь на следующих федеральных выборах. В течение дня после падения судебного приказа Вандал был одобрен президентом United Fire Fighters of Winnipeg Алексом Форрестом. Представляя большую часть территории, охваченной верховой ездой на протяжении большей части двух десятилетий, Вандал считался сильным кандидатом. Его шансы значительно увеличились, когда действующий консерватор Шелли Гловер объявила, что не будет баллотироваться на второй срок. Хотя Гловер удерживал власть в течение двух сроков, она изначально была либеральной. Вандал легко победил в ходе почти полного захвата Виннипега либералами и почти так же легко был переизбран в 2021 году.
В настоящее время он является министром по делам Севера и министром, ответственным за два агентства регионального развития: Канадское агентство экономического развития Севера (CanNor) и Агентство экономического развития прерий Канады (PrairiesCan).

## Семья
Вандал женат на Брижитт Леже (Brigitte Léger), в их семье четверо детей и по состоянию на 25 сентября 2021 года — один внук (и ожидалось рождение второго).